# Чартер-Оук (Айова)
Чартер-Оук (англ. Charter Oak) — місто (англ. city) в США, в окрузі Кроуфорд штату Айова. Населення — 535 осіб (2020).

## Географія
Чартер-Оук розташований за координатами 42°4′4″ пн. ш. 95°35′22″ зх. д. / 42.06778° пн. ш. 95.58944° зх. д. (42.067838, -95.589526).  За даними Бюро перепису населення США в 2010 році місто мало площу 1,25 км², з яких 1,25 км² — суходіл та 0,00 км² — водойми.

## Демографія
Згідно з переписом 2010 року, у місті мешкали 502 особи в 229 домогосподарствах у складі 125 родин. Густота населення становила 401 особа/км².  Було 268 помешкань (214/км²).
Расовий склад населення:
| - 95,6 % — білих - 1,4 % — азіатів - 0,6 % — чорних або афроамериканців - 1,0 % — осіб інших рас |

До двох чи більше рас належало 1,4 %. Частка іспаномовних становила 7,2 % від усіх жителів.
За віковим діапазоном населення розподілялося таким чином: 25,1 % — особи молодші 18 років, 57,0 % — особи у віці 18—64 років, 17,9 % — особи у віці 65 років та старші. Медіана віку мешканця становила 42,5 року. На 100 осіб жіночої статі у місті припадало 90,2 чоловіків;  на 100 жінок у віці від 18 років та старших — 95,8 чоловіків також старших 18 років.
Середній дохід на одне домашнє господарство  становив 52 177 доларів США (медіана — 49 167), а середній дохід на одну сім'ю — 63 369 доларів (медіана — 58 036). За межею бідності перебувало 9,7 % осіб, у тому числі 6,0 % дітей у віці до 18 років та 12,0 % осіб у віці 65 років та старших.
Цивільне працевлаштоване населення становило 306 осіб. Основні галузі зайнятості: освіта, охорона здоров'я та соціальна допомога — 22,5 %, роздрібна торгівля — 15,4 %, виробництво — 12,4 %, оптова торгівля — 11,1 %.